# Seven Day Jesus (álbum)
Seven Day Jesus é o segundo álbum da banda homônima, lançado em 1997 pela ForeFront Records.
| Críticas profissionais                                                      | Críticas profissionais |
| Avaliações da crítica                                                       | Avaliações da crítica  |
| Fonte                                                                       | Avaliação              |
| --------------------------------------------------------------------------- | ---------------------- |
| All Music Guide                                                             | [ 2 ]                  |
| Jesus Freak Hideout                                                         | (sem nota)             |
| Esta tabela precisa de ser acompanhada por texto em prosa. Consulte o guia. |                        |

## Faixas
1. "Down With The Ship" - 3:01
2. "Always Comes Around" - 3:59
3. "Butterfly" - 2:52
4. "Everybody Needs Love" - 4:45
5. "Who Am I" - 3:27
6. "End Of My Rope" - 3:52
7. "Sea Of Forgetfulness" - 5:45
8. "I Will Find You" - 3:41
9. "My Friend" - 4:14
10. "You Are The One" - 4:19